# Maroncourt
 Maroncourt  es una población y comuna francesa, en la región de Lorena, departamento de Vosgos, en el distrito de Épinal y cantón de Dompaire.

## Demografía
| 27 | 23 | 21 | 12 | 16 | 13 |
| Para los censos de 1962 a 1999 la población legal corresponde a la población sin duplicidades (Fuente: INSEE [Consultar]) |    |    |    |    |    |